# Òrbita de Hohmann
Una òrbita de Hohmann o òrbita de transferència és la trajectòria el·liptica al llarg de la qual un vehicle espacial necessita la mínima quantitat d'energia per moure's entre una òrbita i una altra. Per exemple: de la Terra a un altre planeta o d'una òrbita baixa terrestre a una Òrbita geoestacionària. Una òrbita de transferència de Hohmann és tangent a les dues altres òrbites sense creuar-les, i estalvia combustible però és més lenta. Fou calculada per primera vegada per l'enginyer alemany Wolfgang Hohmann el 1925.

## Òrbita de transferència geoestacionària

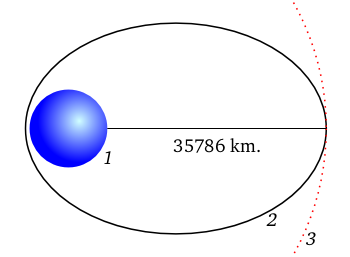
Representació d'una òrbita de transferència geoestacionària (1: la Terra. 2: òrbita de transferència. 3: Òrbita geoestacionària.)

L'òrbita de transferència geoestacionària (GTO, de l'anglès Geostationary Transfer Orbit) és un cas particular d'òrbita de Hohmann que s'utilitza en el llançament de satèl·lits geoestacionaris. El coet llançador deixa el satèl·lit en aquesta òrbita. Posteriorment, aquest utilitza el seu propi sistema de propulsió per arribar a la seva destinació definitiva (l'òrbita geoestacionària). La característica principal de l'òrbita de transferència geoestacionària és que té un apogeu a 35.786 km. (l'alçada de l'òrbita geoestacionària) i un perigeu a la zona d'òrbites baixes.
Molts coets llançadors no tenen la capacitat per deixar els satèl·lits enllà de la zona d'òrbites baixes. Per això s'ha d'utilitzar aquesta òrbita de transferència, que sí que és assolible pel coet. L'empenyiment suplementari per arribar a l'òrbita geoestacionària pot ser proporcionat directament pel satèl·lit, ja que l'apogeu de l'òrbita de transferència es troba a 35.786 km.
La inclinació de l'òrbita de transferència i l'alçada exacta del perigeu depenen del lloc de llançament i del coet utilitzat. Cal notar també que aquesta òrbita travessa els cinturons de radiació. En conseqüència, els satèl·lits hi resten el mínim de temps possible per tal de disminuir el risc d'avaria causat per l'intens nivell de radiació.

## Càlcul
Per un cos petit orbitant sobre un altre cos, com un satèl·lit· orbitant sobre la Terra, l'energia total del cos és només la suma de l'energia cinètica i energia potencial, i aquesta energia total és igual a la meitat del potencial en el punt més llunyà a (el semi-eix major):
{\displaystyle E={\frac {1}{2}}mv^{2}-{\frac {GMm}{r}}={\frac {-GMm}{2a}}\,}
Solucionant l'equació per la velocitat en l'equació de conservació d'energia orbital, 
{\displaystyle v^{2}=\mu \left({\frac {2}{r}}-{\frac {1}{a}}\right)}
On {\displaystyle v\,\!} és la velocitat d'un cos orbitant,

{\displaystyle \mu =GM\,\!} és el paràmetre gravitacional estàndard del cos principal,

{\displaystyle r\,\!} és la distància del cos orbitant al principal i

{\displaystyle a\,\!} és el semi-eix major del cos orbitant
Per tant, el delta-v necessari per a una transferència de Hohmann és,
{\displaystyle \Delta v_{P}={\sqrt {\frac {\mu }{r_{1}}}}\left({\sqrt {\frac {2r_{2}}{r_{1}+r_{2}}}}-1\right)} (pel delta-v en Periastre).
{\displaystyle \Delta v_{A}={\sqrt {\frac {\mu }{r_{2}}}}\left(1-{\sqrt {\frac {2r_{1}}{r_{1}+r_{2}}}}\,\!\right)} (per el delta-v en Apoastre).
On {\displaystyle r_{1}\,\!} és el radi de l'òrbita menor i la distància de periastre de l'òrbita de transferència de Hohmann y

{\displaystyle r_{2}\,\!} és el radi de l'òrbita major i la distància d'apoastre de l'òrbita de transferència de Hohmann.
Si es mou a una òrbita major o menor, per les tercera llei de Kepler, el temps que cal per a la transferència és:
{\displaystyle t_{H}={\begin{matrix}{\frac {1}{2}}\end{matrix}}{\sqrt {\frac {4\pi ^{2}a_{H}^{3}}{\mu }}}=\pi {\sqrt {\frac {(r_{1}+r_{2})^{3}}{8\mu }}}}
On {\displaystyle a_{H}\,\!} és la longitud del semi-eix major de l'òrbita de transferència de Hohmann.

## Exemple
Per l'òrbita de transferència geoestacionària, {\displaystyle r_{2}} = 42.164 km i com a exemple, {\displaystyle r_{1}} = 6.678 km (una altitud de 300 km).
La velocitat en l'òrbita circular menor és de 7,73 km/s i en la major de 3,07 km/s. A l'òrbita el·líptica la velocitat varia des de 10,15 km/s en els perigeus fins a 1,61 km/s en els apogeus.
Els delta-v són 10,15 - 7,73 = 2,42 km/s i 3,07 - 1,61 = 1,46 km/s, o un total de 3,88 km/s.
Comparat amb el delta-v d'una òrbita d'escapament: 10,93 - 7,73 = 3,20 km/s. Aplicant un delta-v de órbita terrestre baixa de només 0,78 km/s més que donaria el coet a velocitat d'escapada, mentre que el delta-v d'una òrbita geoestacionària d'1,46 km/s per a arribar a la velocitat d'escapada d'aquesta òrbita circular. Això il·lustra que a grans velocitats el mateix delta-v proporciona més energia orbital específica i l'increment d'energia es maximitza si es gasta el delta-v tan aviat com sigui possible en lloc d'utilitzar-lo en dos ocasions.

## Delta-V màxim
En una òrbita de transferència de Hohmann des d'una òrbita circular a una altra major, en el cas d'un cos central únic, consta d'un delta-V major (53,6% de la velocitat orbital original) si el radi de l'òrbita final és 15,6 (l'arrel positiva de l'equació és {\displaystyle x^{3}-15x^{2}-9x-1=0}) vegades més gran que l'òrbita inicial. Per òrbites finals més grans, el delta-V disminueix de nou i tendeix a {\displaystyle {\sqrt {2}}-1} vegades la velocitat orbital original (41,4%).

## Interplanetary Transport Network
El 1997, es va publicar un grup de notícies conegudes com a Interplanetary Transport Network (Xarxa de transport Interplanetari que proporciona recorreguts de baixa energia, però més lentes, diferents de les òrbites de transferència Hohmann.